# The Night of the Doctor
The Night of the Doctor (La nit del Doctor) és un mini capítol de la sèrie britànica de ciència-ficció Doctor Who. Es va publicar a BBC iPlayer, el servei de vídeo de la BBC, el 13 de novembre de 2013, com a bestreta i preqüela de l'especial del 50è aniversari, The Day of the Doctor. El va escriure Steven Moffat i és protagonitzat per Paul McGann com el Vuitè Doctor, fent un cameo John Hurt com el Doctor Guerrer.
L'episodi, ambientat a la meitat de la guerra del temps, mostra els fins ara inèdits últims moments del Vuitè Doctor i la seva regeneració controlada artificialment fins al Doctor Guerrer. Mostra la segona aparició en pantalla de McGann com el Doctor, després del seu debut a Doctor Who: La pel·lícula 17 anys abans, el 1996. La data d'estrena, el 14 de novembre, coincideix al mateix temps amb el 54 aniversari de McGann.

## Argument
L'episodi està ambientat en la guerra del temps. El Vuitè Doctor (Paul McGann) intenta rescatar una pilot, Cass, que està a punt d'estavellar a la superfície de Karn. No obstant això, en saber que ell és un senyor del temps, es nega a anar amb ell, preferint la mort. El Doctor li insisteix que ell és «un dels bons», i que no forma ni «mai va formar» part de la guerra, però la nau s'estavella i els dos es maten.
En Karn, el Doctor és recollit per la Germandat (The Brain of Morbius), que li reviuen quatre minuts. El convencen que no hi ha manera d'evitar ser part de la guerra, i així pronuncia les seves últimes paraules (» Metge, cura't a tu mateix», una referència al proverbi bíblic) i es beu una poció que assegurarà la seva encarnació en «un guerrer», aleshores es regenera en el Doctor Guerrer, que declara «Mai més Doctor». L'aparició d'Hurt en pantalla es realitza amb un mirall que reflecteix la imatge d'un jove John Hurt.

## Emissió i recepció
L'episodi va arribar als espectadors per sorpresa, ja que es va anunciar a Twitter menys d'una hora abans de publicar-lo L'aparició de Paul McGann també va arribar per sorpresa, perquè Colin Baker aquell mateix mes havia declarat que el Sisè Doctor no apareixeria a The Day of the Doctor o els seus mitjans relacionats, i que «en Peter tampoc hi és perquè l'he vist fa poc. I et puc dir que Sylvester no hi és, ni tampoc en Paul».

## Continuïtat
- Abans de regenerar-se, el Vuitè Doctor esmenta Charley Pollard, C'rizz, Lucie Miller, Tamsin Drew i Molly O'Sullivan. Es tracta dels acompanyants del Doctor en els diversos audiodramàtics de Big Finish Productions des de 2001, i constitueix una raresa a esmentar personatges de produccions derivades en la sèrie de televisió.
- El Quart Doctor va visitar anteriorment Karn a The Brain of Morbius. La Germanor també va aparèixer recurrentment en les històries de Big Finish.